# Ferdinand Melichar
Ferdinand Melichar (* 4. Dezember 1938 in Berlin; † 16. April 2025 in München) war Rechtsanwalt in Deutschland.

## Leben
Ferdinand Melichar studierte Rechtswissenschaften an den Universitäten Genf, Salzburg und München. Es folgte ein Postgraduiertenstudium an der Universität Luxemburg auf dem Gebiet Europarecht. An der Universität Freiburg promovierte er bei Manfred Rehbinder.
Er ließ sich 1968 als Rechtsanwalt in München nieder. Schwerpunkte seiner Tätigkeit waren das Urheber- und Verlagsrecht sowie das Medienrecht. Seit 2011 war er bei der Münchner Kanzlei Grub Brugger tätig.
Von 1984 bis 2009 war er Geschäftsführendes Vorstandsmitglied der Verwertungsgesellschaft Wort und von 1988 bis 1993 Vorsitzender der International Federation of Reproduction Rights Organisations (IFFRO).
Ab 1988 nahm er einen Lehrauftrag für Urheber- und Verlagsrecht an der Ludwig-Maximilians-Universität München wahr und wurde dort 2000 zum Honorarprofessor ernannt. Seit 2009 gab er Masterkurse an der Berliner Humboldt-Universität.

## Ehrungen und Auszeichnungen
- 2013: Verdienstorden der Bundesrepublik Deutschland (Verdienstkreuz am Bande)